# Dagny Carlsson
Dagny Valborg Carlsson (de soltera Eriksson; Kristianstad, 8 de mayo de 1912-Solna, 24 de marzo de 2022) fue una bloguera sueca.

## Biografía
Dagny Carlsson nació en Kristianstad, en la provincia de Escania, el 8 de mayo de 1912. Empezó a trabajar como costurera a una edad temprana. Más tarde estudiaría en un instituto textil en Norrköping. A los 99 años asistió a una clase de informática para poder aprender sobre computación, y a los cien años se hizo conocida por su edad avanzada y sus blogs, donde se hacía llamar Bojan. Sobre la pregunta sobre qué hacía para tener una vida tan larga, Carlsson respondía que era debido a sus buenos genes y curiosidad. Trabajó también como líder de trabajo en una fábrica de corsés en Sundbyberg y durante los últimos quince años de su vida laboral trabajó en la Agencia Sueca de Seguridad Social.
Participó en varios programas de la televisión sueca como Nyhetsmorgon, de TV4, Fråga doktorn, de SVT, Gomorron Sverige y la serie documental de SVT Det är inte så dumt att bli gammal. También fue invitada en el programa de entrevistas Skavlan el 4 de marzo de 2016, así como en el programa de juegos Bingolotto, de TV4. En 2013, a los 101 años, interpretó un papel menor en la película El abuelo que saltó por la ventana y se largó, donde interpreta a una anciana de 100 años que se muda a la habitación abandonada del viejo protagonista en una casa de retiro. En diciembre de 2017, apareció en un episodio del programa de radio Vinter i P1, de Sveriges Radio. Carlsson apoyó el movimiento Me Too.

## Vida personal
Estuvo casada con Ragnar Norling (1909–1958) desde 1942 hasta 1951. Luego se casó por segunda vez con Harry Carlsson (1913–2004), desde 1951 hasta su muerte por cáncer en 2004.